# Појнет (Висконсин)
Појнет (енгл. Poynette) град је у америчкој савезној држави Висконсин.

## Демографија
По попису из 2010. године број становника је 2.528, што је 262 (11,6%) становника више него 2000. године.
| Група             | 2000.         | 2010.         |
| Белци             | 2.194 (96,8%) | 2.406 (95,2%) |
| Афроамериканци    | 5 (0,2%)      | 24 (0,9%)     |
| Азијати           | 2 (0,1%)      | 8 (0,3%)      |
| Хиспаноамериканци | 33 (1,5%)     | 40 (1,6%)     |
| Укупно            | 2.266         | 2.528         |